# IC 4922
IC 4922 је ознака објекта на координатама са ректансцензијом 19h 59m 30,0s и деклинацијом - 40° 21" 48'. Открио га је Делајл Стјуарт, 1899. године. Каснијим посматрањима на том положају није уочен никакав астрономски објекат.